# Slack (fiume)
La Slack è un piccolo fiume costiero francese che scorre nel dipartimento del Pas-de-Calais, nella regione Alta Francia e sfocia nella Manica, contribuendovi ad alimentare il fiume marino costiero che fiancheggia gli estuari piccardi fino al Gran Sito dei due Capi.
Il suo estuario fa parte del progetto di Parco naturale marino degli estuari picardi e del mare di Opale (preparato dal 2008, sottoposto ad esame pubblico nel 2011 e creato nel dicembre 2012).
Il suo regime fluviale è pluviale oceanico.

## Geografia
La lunghezza del suo corso è di 21,8 km.
Essa nasce a Hermelinghen, a sud-est del monte Binôt (126 m), a 105 metri di altitudine.
La Slack passa da Rety, Rinxent, Marquise, Beuvrequen, Slack e si getta nella Manica presso Ambleteuse.

### Comuni e cantoni attraversati
Nel solo dipartimento del Passo di Calais, la Slack attraversa i dieci comuni seguenti, da monte verso valle, di Hermelinghen (sorgente), Hardinghen, Rety, Wierre-Effroy, Rinxent, Beuvrequen, Marquise, Wimille, Wimereux, Ambleteuse (sfocio).
In termini di cantoni, la Slack nasce nel cantone di Calais-2, attraversa il cantone di Boulogne-sur-Mer-1, confluisce nel cantone di Desvres, il tutto negli arrondissement di Calais e di Boulogne-sur-Mer, e nelle intercomunalità di Comunità dei comuni di Pays d'Opale, Comunità d'agglomerazione del Boulonnais, Comunità dei comuni della Terra dei Due Caps.

## Affluenti

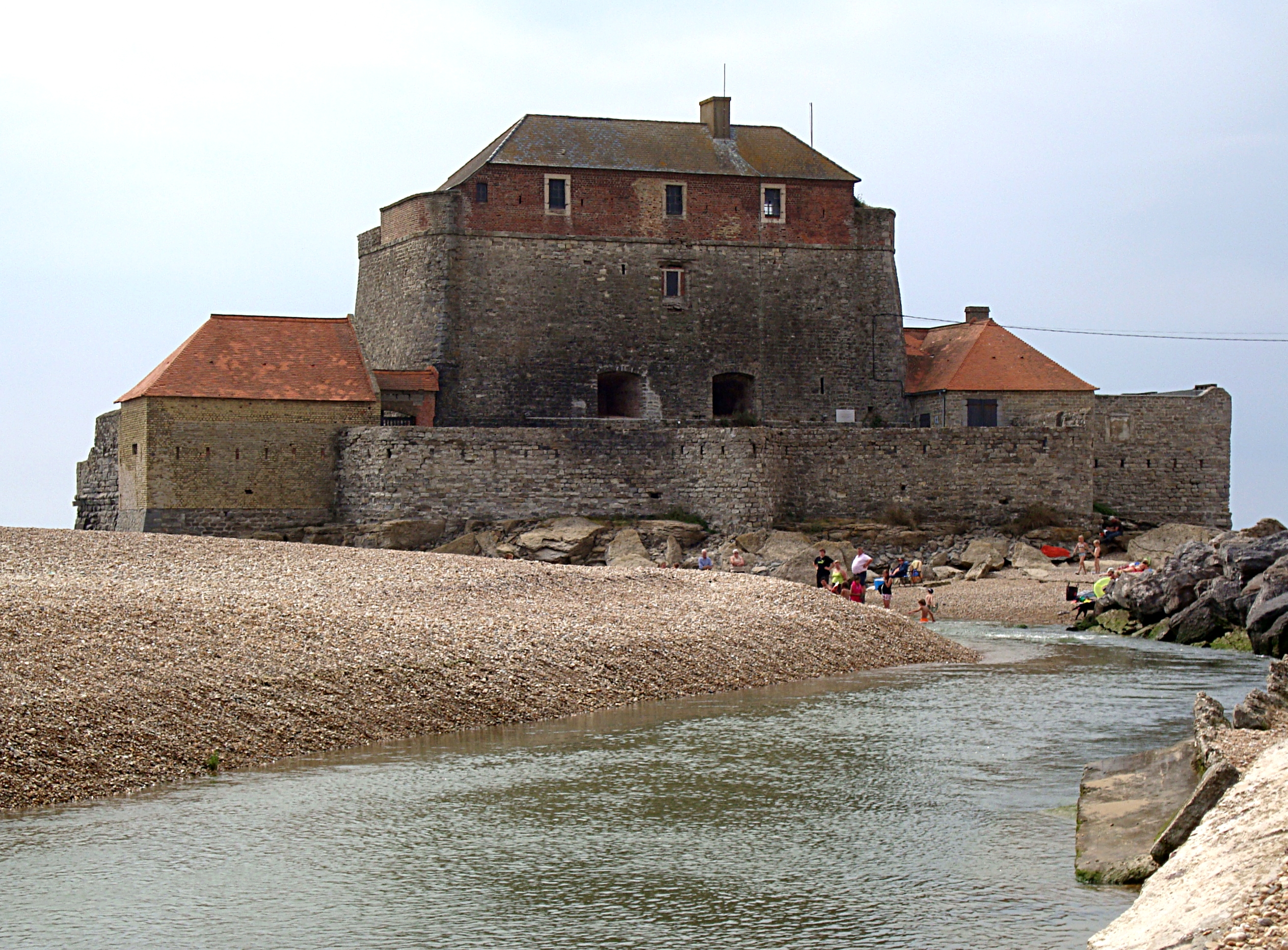
L'estuario della Slack e il Forte Maho ad Ambleteuse.

(rd per riva destra e rs per riva sinistra)
La Slack ha sedici rami affluenti ufficiali. Il suo unico affluente di oltre dieci chilometri di lunghezza, il principale, è il torrente Crembreux , (13.3 km) con quattro affluenti e numero di Strahler due.
Gli altri affluenti di lunghezza inferiore ai dieci chilometri e di numero di Strahler superiore a uno (con almeno un affluente) sono:
- il torrente Wacquinghen (6 km) con tre affluenti e numero di Strahler due.
- il torrente di Quelles (5 km) con due affluenti e con numero di Strahler tre.
- la Fausse Rivière (rd) (4.3 km),
  - le Blacourt (8.3 km),
  - il torrente Bazinghem (8 km), con cinque affluenti e due subaffluenti, dunque di numero di Strahler tre,
- la Grilette (4 km), con due affluenti e numero di Strahler tre,
- il torrente Rougefort (rd) (4 km), con un affluente e di numero di Strahler due,
- il Lohen (3 km) con un affluente e di numero di Strahler due,
- il ? (2 km) con due affluenti e di numero di Strahler due,
- il torrente Paon (rs), (0 km) con un affluente e numero di Strahler quattro.

### Numero di Strahler
Il numero di Strahler della Slack è dunque di cinque per la Fausse Rivière o il torrente del Paon.